# Катаріна Булатович
Катаріна Булатович  (серб. Катарина Булатовић, нар. 15 листопада 1984, Крагуєваць, Сербія) — чорногорська гандболістка, олімпійська медалістка.

## Виступи на Олімпіадах
| Олімпіада   | Дисципліна | Місце |
| ----------- | ---------- | ----- |
| Лондон 2012 | гандбол    | 2     |